# 天王台 (つくば市)
天王台（てんのうだい）は、茨城県つくば市の町名。現行行政地名は天王台一丁目から天王台三丁目。2017年（平成29年）8月1日現在の人口は16人であるが、筑波大学一の矢学生宿舎が町域内に存在するため、実際の人口はもっと多い。郵便番号は305-0006。

## 地理
つくば市の東部に位置し、筑波研究学園都市研究学園地区北部に位置する。地域内はほぼ全てが筑波大学及び研究施設である。
一丁目に筑波大学筑波キャンパス（一部天久保に跨る）、二丁目に筑波大学農林技術センター、三丁目に防災科学技術研究所がある。
東は栗原・玉取・妻木（さいき）、西は要、南は天久保、北は花畑と接している。また、桜に近接している。

## 歴史

### 町名の変遷
| 実施後       | 実施年月日                 | 実施前 |
| ------------ | -------------------------- | --- |
| 天王台一丁目 | 1977年（昭和52年）3月4日   | 大字柴崎字小太郎・字谷ツ向、大字要元猿壁字北浦、大字妻木字陳場・字松見・字松美、大字栗原字兵太郎・字向兵太郎・字外砂・字新山・字下山・字天久保・字花畑・字卯ノ林・字下後割・字後割 |
| 天王台二丁目 | 1977年（昭和52年）3月4日   | 大字要元猿壁字北浦、大字栗原字松見向淵・字白幡・字向松見・字上松見・字松見原・字松見並木・字松見向・字兵太郎・字兵太郎淵・字道知橋・字後割・字向兵太郎・字外砂・字下後割・字鳥居先 |
| 天王台三丁目 | 1974年（昭和49年）11月22日 | 大字玉取字土堂・字西原、大字栗原字鳥居先 |
| 天王台三丁目 | 1977年（昭和52年）3月4日   | 大字玉取字矢崎、大字栗原字鳥居先 |

## 小・中学校の学区
市立小学校・中学校に通う場合、天王台全域が吾妻小学校、吾妻中学校の学区となる。

## 交通

### バス
筑波大学バス停
■ 関東鉄道バス・■ ジェイアールバス関東
- 高速バスつくば号 東京駅

筑波大学中央バス停
■ 関東鉄道バス
- C10系統 つくばセンター（筑波大学循環右回り・左回り、筑波大学キャンパス交通システム参照）

防災科学技術研究所バス停
■ 関東鉄道バス
- 18系統 土浦駅
- C8系統 つくばセンター
- C8・C8A系統 テクノパーク大穂

### 道路
- 茨城県道24号土浦境線（平塚線・平塚通り） - 天王台一丁目の南端を通る。
- 茨城県道55号土浦つくば線（学園東大通り） - 天王台一丁目および二丁目の東部を通る。
- 茨城県道200号藤沢豊里線 - 天王台一丁目と二丁目の境界を成す。

## 施設
一丁目
- 筑波大学筑波キャンパス
  - ソフトイーサ研究開発拠点
  - 筑波大学計算科学研究センター

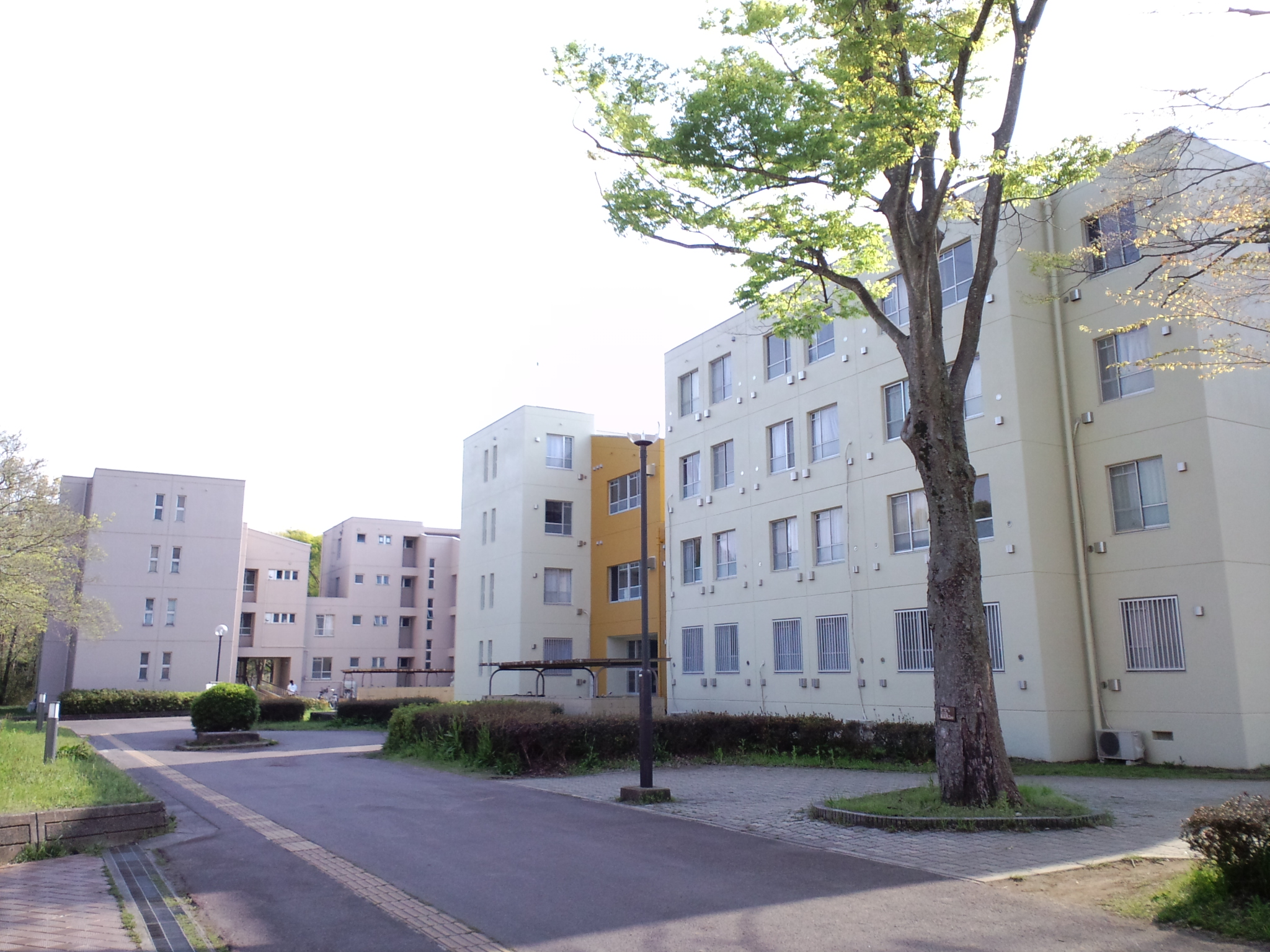
筑波大学一の矢学生宿舎

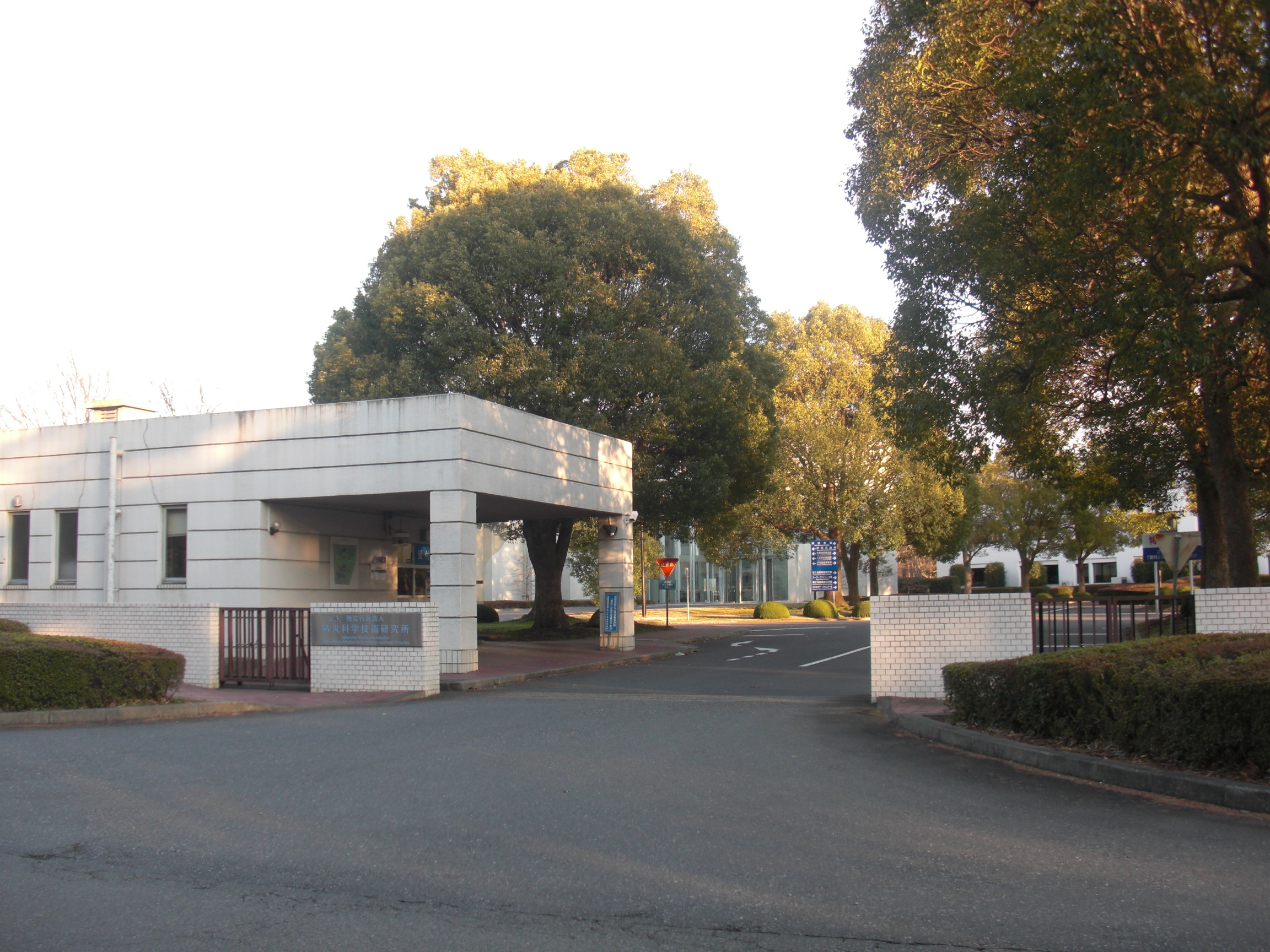
防災科学技術研究所

  - 筑波大学アイソトープ環境動態研究センター環境動態予測部門
  - 地理空間学会事務局

二丁目
- 筑波大学農林技術センター
- 筑波大学一の矢学生宿舎
- つくば市桜学校給食センター[6]

三丁目
- 防災科学技術研究所